# HMS C32
Pour les articles homonymes, voir C32.
Le HMS C32 est l’un des 38 sous-marins britanniques de classe C, construit pour la Royal Navy au cours de la première décennie du XXe siècle. Le bateau s’est échoué en mer Baltique en 1917 et a dû être détruit pour empêcher sa capture par l’ennemi.

## Conception
La classe C ne se distinguait de la classe B que par un gain de performances en immersion. Le sous-marin avait une longueur de 43,4 m, un maître-bau de 4,1 m et un tirant d'eau moyen de 3,5 m. Leur déplacement était de 292 tonnes en surface et 321 tonnes en immersion. Les sous-marins de classe C avaient un équipage de deux officiers et quatorze matelots.
Pour la navigation en surface, ces navires étaient propulsés par un unique moteur à essence Vickers à 16 cylindres de 600 chevaux-vapeur (447 kW) qui entraînait un arbre d'hélice. En immersion, l’hélice était entraînée par un moteur électrique de 300 chevaux (224 kW). Ces navires pouvaient atteindre 12 nœuds (22 km/h) en surface et 7 nœuds (13 km/h) sous l’eau. En surface, la classe C avait un rayon d'action de 910 milles marins (1690 km) à 12 nœuds (22 km/h).
Les navires étaient armés de deux tubes lance-torpilles de 18 pouces (457 mm) à l’avant. Ils pouvaient transporter une paire de torpilles de rechargement, mais en général, ils ne le faisaient pas, car en compensation ils devaient abandonner un poids égal de carburant.

## Engagements
Le HMS C32 a été construit par Vickers à leur chantier naval de Barrow-in-Furness. Sa quille fut posée le 12 janvier 1909 et il fut mis en service le 19 novembre 1909. Le bateau a participé aux opérations en mer du Nord de 1914 à 1916. Il a également participé aux opérations sous-marines britanniques en mer Baltique en 1916 et 1917. Pendant sa patrouille dans le golfe de Riga, en mer Baltique, il a coulé un navire marchand. Le bateau s’est échoué dans le golfe de Riga et on l’a fait sauter le 22 octobre 1917.